# Summitul NATO 2008
| Țara gazdă: | România                          |
| Data:       | 2–4 Aprilie 2008                 |
| Locație:    | Palatul Parlamentului, București |
| Site:       | http://summitbucharest.gov.ro/   |

Summitul NATO 2008 a fost organizat în București, România între 2 și 4 aprilie 2008. Evenimentul s-a desfășurat la Palatul Parlamentului și a reunit aproape 3.000 de oficiali din 49 de țări: 26 state membre NATO și alte 23 semnatare ale Parteneriatului pentru Pace. 

## Organizare și pregătiri
Ministerul Afacerilor Externe a organizat în perioada 23 august–20 septembrie 2007 un concurs de creare a unui logo pentru Summit. Juriul a selectat cinci lucrări care au fost prezentate secretariatului general NATO. În urma evaluării finale a fost desemnat logo-ul câștigător, care a fost premiat cu suma de 2.500 RON.

#### Măsuri de securitate
Securitatea reuniunii a fost asigurată integral de România, din buget propriu. Mobilizarea forțele care au asigurat securitatea: 5.000 de ofițeri MApN, 1.500 de la SPP, și circa 23.000 de mii de la MIRA.
Au fost mobilizate, de asemenea, circa 1.000 cadre medicale
În timpul summitului nivelul de alertă teroristă a fost ridicat de la albastru (precaut) la galben (moderat), nivel care presupune că există un risc general de producere a unor atentate teroriste, ca urmare este nevoie de măsuri speciale de colaborare între instituțiile statului român.
Avioanele delegațiilor participante au aterizat pe Aeroportul Internațional Henri Coandă. Fiecare delegație a folosit, în măsura posibilităților, un avion din producția internă. Astfel, Bush a sosit cu un Boeing 747 („Air Force One”), Putin cu un IL 96-300 modern, iar Sarkozy cu un Airbus. pentru deplasarea de la aeroport la Palatul Parlamentului circulația a fost restricționată, creându-se un „culoar unic”, rezervat delegațiilor oficiale. Restricțiile de circulație generate de acest culoar au fost ridicate în noaptea de 4 spre 5 aprilie.

#### Costuri
Costul estimat al summitului a fost de 30–35 milioane de dolari. Cheltuielile privind cazarea participanților au fost estimate la 2,6 milioane de euro.
Culoarul unic a fost asigurat de municipalitatea București, bugetul alocat municipalității de către Guvern în acest scop a fost de aproximativ 3,7 milioane de euro, potrivit primarului general al capitalei, Adriean Videanu.
Mașinile din coloanele oficiale au fost puse la dispoziție gratuit de firmele Mercedes și Ford.

## Participanți
Summitul de la București este considerat ca având cea mai mare participare și cea mai complexă agendă din istoria NATO. La summit au participat personalități marcante, dintre care sunt amintite:
- Din partea NATO: secretarul general al NATO Jaap de Hoop Scheffer.[15][16]
- Din partea ONU: secretarul general al ONU, Ban Ki-moon.[16][17]
- Din partea UE: președintele Comisiei Europene, José Manuel Durão Barroso.[16]
- Din partea României: președintele Traian Băsescu, prim-ministrul Călin Popescu Tăriceanu, ministrul de Externe Adrian Cioroianu, ministrul Apărării Teodor Meleșcanu.
- Din partea Statelor Unite ale Americii: președintele George W. Bush,[15][16] secretarul de stat Condoleezza Rice,[15] secretarul american al Apărării Robert Gates.[17]
- Din partea Rusiei: președintele Vladimir Putin.[16]
- Din partea Regatului Unit: premierul Gordon Brown.[16][17]
- Din partea Canadei: premierul Stephen Harper.[16]
- Din partea Germaniei: cancelarul Angela Merkel.[16][17]
- Din partea Franței: președintele Nicolas Sarkozy.[16][17]
- Din partea Italiei: premierul Romano Prodi.[17]
- Din partea Spaniei: premierul José Luis Rodríguez Zapatero.[18]
- Din partea Portugaliei:
- Din partea Belgiei primul ministru Yves Leterme.[17]
- Din partea Olandei primul ministru Jan Peter Balkenende.[17]
- Din partea Luxemburgului:
- Din partea Norvegiei:
- Din partea Danemarcei:
- Din partea Islandei:
- Din partea Greciei:
- Din partea Turciei:
- Din partea Poloniei: președintele Lech Kaczyński.[17]
- Din partea Ungariei:
- Din partea Cehiei: președintele Václav Klaus.[17]
- Din partea Slovaciei:
- Din partea Bulgariei: președintele Gheorghi Părvanov.[17]
- Din partea Estoniei: președintele Toomas Hendrik Ilves.[19]
- Din partea Letoniei: președintele Valdis Zatler.[19]
- Din partea Lituaniei: președintele Valdas Adamkus.[19]
- Din partea Sloveniei:
- Din partea Albaniei: președintele Bamir Topi.[20]
- Din partea Croației: președintele Stjepan Mesić.[20]
- Din partea Macedoniei: președintele Branko Crvenkovski.[20]
- Din partea Georgiei: președintele Mihail Saakașvili.[15]
- Din partea Ucrainei: președintele Viktor Iușcenko[18]
- Din partea Muntenegrului:
- Din partea Bosniei și Herțegovinei
- Din partea Serbiei: Vuk Jeremić.
- Din partea Republicii Moldova: președintele Vladimir Voronin.[16]
- Din partea Azerbaidjanului: președintele Ilham Alieyv.[17]
- Din partea Afganistanului: președintele Hamid Karzai.[15][16]
- Din partea Japoniei:
- Din partea Noii Zeelande:

## Subiectele discuțiilor
Cele trei teme majore aflate pe ordinea de zi a summit-ului au fost:
- Situația din Afganistan;
- Extinderea NATO;
- Scutul antirachetă.

## Desfășurarea discuțiilor

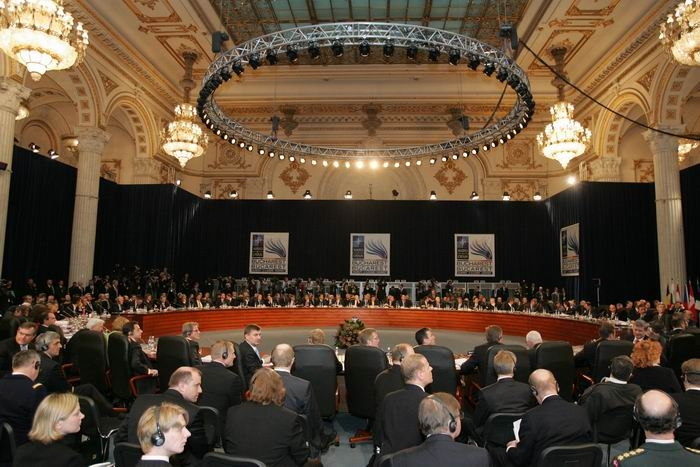
Lucrările Summitului NATO 2008 de la București.

#### Prima zi a discuțiilor, 3aprilie
Această zi a fost rezervată invitațiilor pentru extinderea NATO. Au fost invitate să adere la NATO doar Albania și Croația, nu și Macedonia, Georgia și Ucraina. Ca urmare, delegațiile acestor țări au anunțat că vor părăsi summit-ul.
Faptul că Macedonia n-a fost invitată să adere, deși a sperat asta până în ultima clipă, a fost cauzat de opoziția Greciei. Aceasta are în vedere că Grecia nu acceptă denumirea de „Macedonia” pentru statul respectiv și nici prevederea din constituția acestui stat de a revendica provincia omonimă din Grecia. Totuși, faptul că George W. Bush și-a exprimat regretul că Macedonia n-a fost invitată și că acest lucru va avea loc imediat ce va fi posibil a făcut ca delegația Macedoniei să nu plece, urmând să participe la discuții.
Liderii NATO au decis să nu includă Georgia și Ucraina în Planul de Acțiune pentru Aderare, urmând ca situația lor să fie reexaminată în decembrie 2008. Acest semnal se pare că a fost bine recepționat de Rusia, președintele Vladimir Putin confirmând participarea sa la summit, participare care a fost în suspensie până în ultimul moment. Vladimir Putin este primul președinte rus care vizitează România după 1990 și va participa la discuțiile din cadrul consiliului Consiliul NATO-Rusia.
Muntenegru și Bosnia și Herțegovina au fost invitate să înceapă un dialog susținut în vederea aderării la NATO..

#### A doua zi a discuțiilor, 4aprilie
În cea de-a doua zi a summit-ului au avut loc discuțiile din cadrul Consiliului Rusia –NATO. Dintre problemele discutate două au o importanță aparte:
Participarea la Tratatul Forțelor Convenționale din Europa (TFC)
Putin a afirmat că Rusia s-a retras la sfârșitul anului 1999 din Tratat deoarece consideră că a respectat unilateral prevederile tratatului, în timp ce statele NATO nici măcar n-au ratificat forma actualizată a lui. Vechea formă este considerată perimată, dând de exemplu Rusiei dreptul de a numi comandanți militari în țările baltice, lucru calificat de Putin drept „o aiureală” în condițiile actuale. Totuși, Putin a confirmat că Rusia este de acord să se alăture din nou acestui tratat, însă, cum a spus și Jaap de Hoop, ratificarea tratatului de statele membre ale NATO depinde de discuțiile bilaterale. Rusia oferă retragerea din regiunile separatiste, însă cere să nu fie limitată în amplasarea armamentului convențional în propriul teritoriu.
Extinderea NATO până la frontierele Rusiei
Putin a confirmat că Rusia vede extinderea NATO până la frontierele sale ca o amenințare, însă consideră că Rusia are suficiente capacități de apărare proprii. De asemenea, a afirmat că Rusia joacă un rol de prim ordin în soluționarea amenințărilor actuale și că fără colaborarea ei nu pot fi rezolvate problemele globale. Putin reafirmă colaborarea cu NATO în vederea combaterii terorismului, permițând în acest scop tranzitarea teritoriului său de către transporturile non-militare spre Afganistan.
În timpul convorbirilor, deși s-au relevat diferențele de opinii, aceasta n-a dus la o confruntare în discuții, lucru afirmat după încheierea discuțiilor și de Jaap de Hoop.
În final a fost redactată declarația summitului. Aceasta confirmă începerea demersurilor pentru ca un scut NATO cu rază medie și mică de acțiune pentru România, Bulgaria, Grecia și Turcia, state care nu intră în raza de acțiune a scutului american preconizat să fie instalat în Polonia și Cehia, să devină posibil.
După convorbiri Putin a avut o întâlnire cu președintele Traian Băsescu, care i-a mulțumit pentru participare. La rândul său, Putin a apreciat pozitiv organizarea summit-ului și l-a învitat pe Băsescu să facă o vizită oficială la Moscova.

## Contramanifestații
Pe durata summit-ului a fost anunțată și o contramanifestație incluzând prezentarea unor filme critice și documentare, expoziții, workshop-uri și un marș de protest organizat legal.
Pentru organizare, contramanifestanții au inchiriat o hală de la Timpuri Noi, însă în urma neînțelegerilor privind accesul în incintă, la reclamația directorului unității, câteva zeci de jandarmi și lucrători ai Serviciului Poliției de Intervenție Rapidă (SPIR) au intervenit în forță ridicând inițial 46 de persoane de diverse naționalități: români, germani, elvețieni, doi cehi, un spaniol, un portughez, un polonez și un moldovean. În timpul intervenției au avut loc incidente violente, în care manifestanții au fost loviți de forțele de ordine. După identificare, toți cei reținuți au fost eliberați.
În data de 3 aprilie circa 40 de manifestanți au pornit de la hala de la Timpuri Noi spre Institutul Național de Medicină Legală (INML) „Mina Minovici” pentru a solicita expertiză medico-legală a celor șapte tineri care au fost răniți mai grav în urma incidentelor din 2 aprilie. Pe drum, în dreptul locului unde bănuiau că va fi cazat Putin, care încă nu sosise, au strigat „afară din Cecenia”. După terminarea expertizei de la INML manifestanții s-au întors la Timpuri Noi fără incidente.
În 4 aprilie, câțiva manifestanți anti-NATO au pornit de la hala de la Timpuri Noi pentru a protesta în fața ambasadei Cehiei împotriva amplasării pe teritoriul acestei țări a unor componente a scutului antirachetă, însă n-au putut rămâne în fața ambasadei deoarece n-aveau autorizație pentru pichetare. Nici în acest caz n-au fost incidente violente.
În urma incidentelor între manifestanți și forțele de ordine au fost ridicate și identificate de polițiști un număr total de 54 de persoane.

## Ecouri după Summit
În Regatul Unit, The Guardian a afirmat că Summitul NATO de la București a lansat două semnale periculoase:
- Că țările aliate își pot șantaja partenerii, motivația Greciei privind securitatea sa fiind în contradicție cu principiul securității globale a aliaților.
- Că Rusia și-a restabilit sfera de influență în Europa prin încheierea de acorduri energetice bilaterale cu unele țări, care astfel au interese divergente față de cele ale NATO.

## Imagini

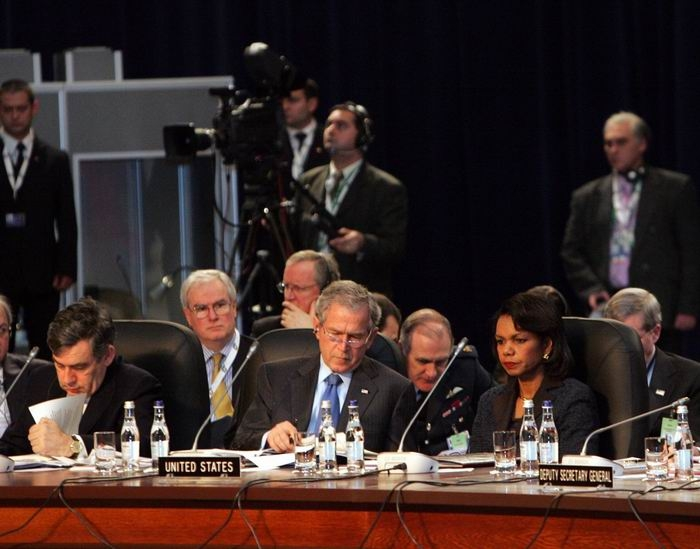
Bush şi Rice
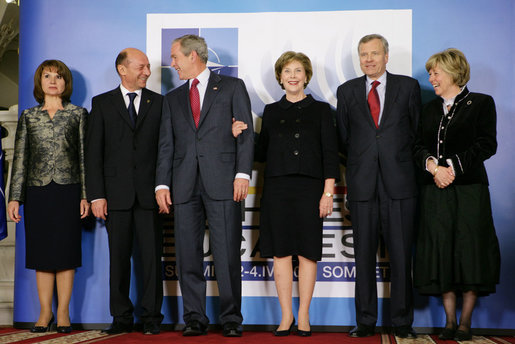
Băsescu, Bush şi de Hoop cu soţiile